# Stegmetod
Stegmetoden är en beräkningsmetod som bygger på energiekvationen och Mannings formel. Stegmetoden är mer lämpad för naturliga vattendrag än den direkta stegmetoden (som passar mer för prismatiska kanaler och öppna diken).
{\displaystyle z_{1}+y_{1}+\alpha _{1}\cdot {\dfrac {v_{1}^{2}}{2\cdot g}}=z_{2}+y_{2}+\alpha _{2}\cdot {\dfrac {v_{2}^{2}}{2\cdot g}}+h_{f}}
eller
{\displaystyle z_{1}+y_{1}+\alpha _{1}\cdot {\dfrac {q^{2}}{2\cdot A_{1}^{2}\cdot g}}=z_{2}+y_{2}+\alpha _{2}\cdot {\dfrac {q^{2}}{2\cdot A_{2}^{2}\cdot g}}+h_{f}}
där
z = Höjd i ett referenssystem (-)
y = Verkligt vattendjup (m)
α = Korrektionsfaktor för kinetisk energi (-)
v = Hastighet (m/s)
g = Tyngdaccelerationen (m/s2)
hf = Strömningsförlust (meter vattenpelare)
A = Våt tvärsnittsarea (m²)
Den sista delen i ekvationen ovan (hf) är höjdförlusten mellan punkt 1 och punkt 2. Höjdförlusten beräknas med Mannings formel och skrivs:
{\displaystyle h_{f}={\dfrac {v_{m}^{2}\cdot L}{M^{2}\cdot R_{h,m}^{4/3}}}={\dfrac {\left({\dfrac {v_{1}+v_{2}}{2}}\right)^{2}\cdot L}{M^{2}\cdot \left({\dfrac {A_{1}+A_{2}}{P_{1}+P_{2}}}\right)^{4/3}}}={\dfrac {\left({\dfrac {q}{2\cdot A_{1}}}+{\dfrac {q}{2\cdot A_{2}}}\right)^{2}\cdot L}{M^{2}\cdot \left({\dfrac {A_{1}+A_{2}}{P_{1}+P_{2}}}\right)^{4/3}}}}
där
hf = Strömningsförlust (meter vattenpelare)
vm = Medelhastigheten mellan punkt 1 och punkt 2 (m/s)
L = Horisontellt avstånd mellan punkt 1 och punkt 2 (m)
M = Mannings tal (m1/3/s)
Rh,m = Genomsnittlig hydraulisk radie mellan punkt 1 och punkt 2 (m)
A = Våt tvärsnitsarea (m²)
P = Våt perimeter (m)
q = Flöde (m3)
Om förhållandena vid den ena punkten är kända, kan vattendjupet plockas fram på avståndet L genom passning, så att ekvationens högerled blir lika stor som ekvationens vänsterled (HL = VL).

## Tillämpningsområde
Stegmetoden fungerar bra när flödet är känt och strömningstillståndet antingen är subkritisk eller superkritisk. Däremot fungerar inte stegmetoden när det finns någon kritisk strömning i den aktuella delen av kanalen eller öppna diket. 
Stegmetoden passar bra i mer naturliga vattendrag. För långa homogena kanaler och öppna diken är den direkta direkta stegmetoden betydligt mer lämpad.